# Inger Stender
Inger Stender, född 7 juni 1912 i Köpenhamn, död 26 juni 1989 i samma stad, var en dansk skådespelerska.

## Rollista i urval
- 1932 – Odds 777
- 1940 – En flicka hela da'n
- 1951 – Frihed forpligter
- 1961 – Amor på villovägar
- 1961 – Cirkus Buster
- 1964 – Don Olsen kommer til byen
- 1969 – Midt i en jazztid
- 1976 – Snuten som rensade upp
- 1978 – Släkten
- 1981 – Matador (TV-serie)